# Eugen von Wagenhoff

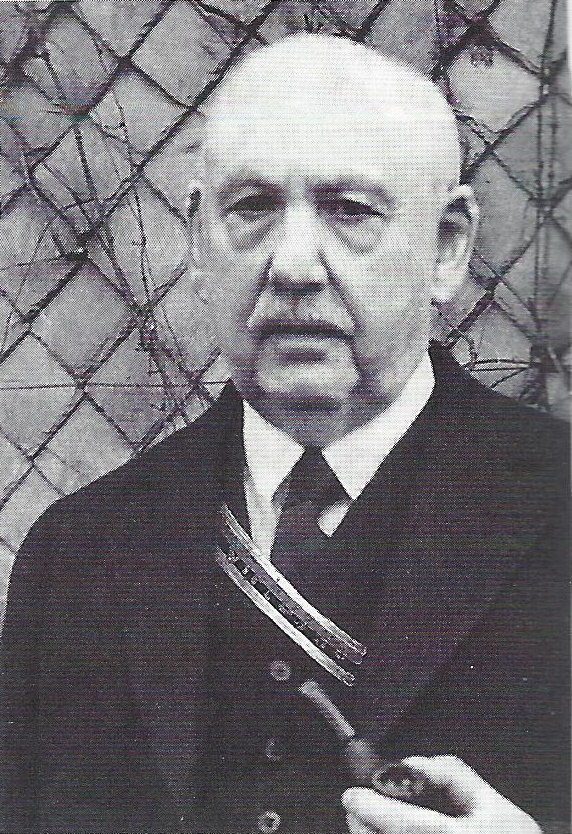
Eugen v. Wagenhoff

Odoardo Ernst Eugen Adolph von Wagenhoff (* 22. Februar 1874 in Berlin; † 4. Februar 1958 in Gifhorn) war ein deutscher Verwaltungsjurist und Gutsbesitzer.

## Leben
Eugen v. Wagenhoff war Sohn des späteren Generalmajors Ernst Eugen von Wagenhoff (1850–1929), Besitzer der Güter Dankwitz im Landkreis Nimptsch und Kulmikau im Landkreis Steinau. Er studierte nach dem Besuch des Askanischen Gymnasiums Rechtswissenschaft an der Universität Lausanne, der Ruprecht-Karls-Universität Heidelberg und der Schlesischen Friedrich-Wilhelms-Universität. Ab 1894 war er Mitglied des Corps Saxo-Borussia Heidelberg. 1896 und 1920 besorgte er das Mitgliederverzeichnis seines Corps. Nach den Staatsexamen und der Promotion zum Dr. iur. trat er in den preußischen Verwaltungsdienst. Als Regierungsassessor war er zunächst beim Kreis Osthavelland und im Preußischen Ministerium für Landwirtschaft, Domänen und Forsten als Hilfsarbeiter beschäftigt. Wagenhoff war danach als Nachfolger von Ludwig von der Wense von 1908 bis 1937  Landrat des Kreises Gifhorn, wo er in der Moorkultivierung als Siedlungsgründer und Namensgeber der Gemeinde Wagenhoff hervortrat. Er machte sich um den Straßen-, Wege- und Brückenbau im Kreis verdient und sorgte für die Elektrifizierung der Dörfer. Wagenhoff gehört zu den Gründern der Kreissparkasse Gifhorn. Dem Provinziallandtag Hannover gehörte er 1918/19 als Nachrücker an; er schied jedoch aus, als der örtliche Arbeiter- und Soldatenrat seine Absetzung als Landrat forderte. Mit seinem Nachfolger im Provinziallandtag, dem Landwirt Christian Thielhorn, erlitt er 1929 einen schweren Verkehrsunfall, bei dem Thielhorn starb. Wagenhoff wurde 1933 Mitglied der NSDAP. Im August 1937 wurde er von der Geheimen Staatspolizei der Nähe zur Bekennenden Kirche verdächtigt. Auf eigenen Antrag wurde er zum 1. Oktober 1937 in den Ruhestand versetzt. Er behielt das Gut Dankwitz bis 1945. Zuletzt wohnte er in Dannenbüttel.

## Auszeichnungen
- Ehrenmitglied des Corps Saxo-Borussia Heidelberg